# Marçans (Droma)
Marsaz és un municipi francès situat al departament de la Droma i a la regió d'Alvèrnia-Roine-Alps. L'any 2007 tenia 616 habitants.

## Demografia

### Població
El 2007 la població de fet de Marsaz era de 616 persones. Hi havia 229 famílies de les quals 45 eren unipersonals (11 homes vivint sols i 34 dones vivint soles), 79 parelles sense fills, 94 parelles amb fills i 11 famílies monoparentals amb fills.
La població ha evolucionat segons el següent gràfic:
Habitants censats

### Habitatges
El 2007 hi havia 253 habitatges, 227 eren l'habitatge principal de la família, 10 eren segones residències i 15 estaven desocupats. 236 eren cases i 16 eren apartaments. Dels 227 habitatges principals, 192 estaven ocupats pels seus propietaris, 31 estaven llogats i ocupats pels llogaters i 5 estaven cedits a títol gratuït; 1 tenia una cambra, 5 en tenien dues, 16 en tenien tres, 52 en tenien quatre i 154 en tenien cinc o més. 171 habitatges disposaven pel capbaix d'una plaça de pàrquing. A 82 habitatges hi havia un automòbil i a 138 n'hi havia dos o més.

### Piràmide de població
La piràmide de població per edats i sexe el 2009 era:
| Homes | Edats   | Dones |
| ----- | ------- | ----- |
| 0     | 95 o +  | 0     |
| 0     | 90 a 94 | 0     |
| 0     | 85 a 89 | 4     |
| 0     | 80 a 84 | 0     |
| 0     | 75 a 79 | 16    |
| 4     | 70 a 74 | 4     |
| 12    | 65 a 69 | 12    |
| 28    | 60 a 64 | 28    |
| 16    | 55 a 59 | 8     |
| 20    | 50 a 54 | 12    |
| 36    | 45 a 49 | 40    |
| 16    | 40 a 44 | 12    |
| 16    | 35 a 39 | 24    |
| 12    | 30 a 34 | 8     |
| 0     | 25 a 29 | 12    |
| 20    | 20 a 24 | 4     |
| 20    | 15 a 19 | 24    |
| 20    | 10 a 14 | 28    |
| 36    | 5 a 9   | 20    |
| 0     | 0 a 4   | 16    |

## Economia
El 2007 la població en edat de treballar era de 402 persones, 298 eren actives i 104 eren inactives. De les 298 persones actives 273 estaven ocupades (138 homes i 135 dones) i 25 estaven aturades (17 homes i 8 dones). De les 104 persones inactives 35 estaven jubilades, 33 estaven estudiant i 36 estaven classificades com a «altres inactius».

### Ingressos
El 2009 a Marsaz hi havia 242 unitats fiscals que integraven 666,5 persones, la mediana anual d'ingressos fiscals per persona era de 16.766 €.

### Activitats econòmiques
Dels 21 establiments que hi havia el 2007, 1 era d'una empresa extractiva, 1 d'una empresa de fabricació d'altres productes industrials, 4 d'empreses de construcció, 5 d'empreses de comerç i reparació d'automòbils, 1 d'una empresa de transport, 2 d'empreses d'hostatgeria i restauració, 2 d'empreses financeres, 1 d'una empresa de serveis, 2 d'entitats de l'administració pública i 2 d'empreses classificades com a «altres activitats de serveis».
Dels 3 establiments de servei als particulars que hi havia el 2009, 1 era una fusteria, 1 restaurant i 1 saló de bellesa.
L'any 2000 a Marsaz hi havia 29 explotacions agrícoles que ocupaven un total de 352 hectàrees.

## Equipaments sanitaris i escolars
El 2009 hi havia una escola maternal integrada dins d'un grup escolar amb les comunes properes formant una escola dispersa.

## Poblacions més properes
El següent diagrama mostra les poblacions més properes.